# All-NBA Team
All-NBA Team er en årlig hæder som uddeles i NBA-ligaen, som gives til de bedste spiller i ligaen i den forgående sæson. Spillerene til prisen bliver valgt på baggrund af en afstemning blandt sportsmedier, og den er blevet uddelt siden ligaens første sæson i 1947.
All-NBA består af tre hold. First Team som er de 1-5 bedste spillere, så Second Team som er de 6-10 bedste spiller og Third Team som er de 11-15 bedste spillere. All-NBA havde oprindeligt kun to hold, men i 1988 blev det udvidet til tre. Mellem 1956 og 2023 var holdene baseret på positioner, som betød at hvert hold havde to guards, to forwards og en center. Dette blev dog ændret i 2023, og spillerene vælges nu vilkårligt af position som også var formatet før 1956.
Rekorden for flest valg til All-NBA hold og flest valg til First Team holdes begge af LeBron James, som har været på All-NBA hold 20 gange, og på First Team 13 gange.

## All-NBA hold
| ^           | Angiver at spilleren stadig er aktiv i NBA.                                 |
| *           | Angiver at spilleren er indsat i Naismith Memorial Basketball Hall of Fame. |
| Spiller (X) | Angiver antal gange en spiller er blevet inkluderet på et All-NBA hold.     |

### 1946-47 til 1954-55
I denne periode blev der valgt to All-NBA hold, og de blev valgt uden position.
| Sæson   | First Team          | First Team             | Second Team         | Second Team             |
| Sæson   | Spiller             | Hold                   | Spiller             | Hold                    |
| ------- | ------------------- | ---------------------- | ------------------- | ----------------------- |
| 1946-47 | Joe Fulks*          | Philadelphia Warriors  | Ernie Calverley     | Providence Steamrollers |
| 1946-47 | Bob Feerick         | Washington Capitols    | Frank Baumholtz     | Cleveland Rebels        |
| 1946-47 | Stan Miasek         | Detroit Falcons        | Johnny Logan        | St. Louis Bombers       |
| 1946-47 | Bones McKinney      | Washington Capitols    | Chick Halbert       | Chicago Stags           |
| 1946-47 | Max Zaslofsky       | Chicago Stags          | Fred Scolari        | Washington Capitols     |
| 1947-48 | Joe Fulks* (2)      | Philadelphia Warriors  | Johnny Logan (2)    | St. Louis Bombers       |
| 1947-48 | Max Zaslofsky (2)   | Chicago Stags          | Carl Braun*         | New York Knicks         |
| 1947-48 | Ed Sadowski         | Boston Celtics         | Stan Miasek (2)     | Chicago Stags           |
| 1947-48 | Howie Dallmar       | Philadelphia Warriors  | Fred Scolari (2)    | Washington Capitols     |
| 1947-48 | Bob Feerick (2)     | Washington Capitols    | Buddy Jeannette*    | Baltimore Bullets       |
| 1948-49 | George Mikan*       | Minneapolis Lakers     | Arnie Risen*        | Rochester Royals        |
| 1948-49 | Joe Fulks* (3)      | Philadelphia Warriors  | Bob Feerick (3)     | Washington Capitols     |
| 1948-49 | Bob Davies*         | Rochester Royals       | Bones McKinney (2)  | Washington Capitols     |
| 1948-49 | Max Zaslofsky (3)   | Chicago Stags          | Ken Sailors         | Providence Steamrollers |
| 1948-49 | Jim Pollard*        | Minneapolis Lakers     | Johnny Logan (3)    | St. Louis Bombers       |
| 1949-50 | George Mikan* (2)   | Minneapolis Lakers     | Frank Brian         | Anderson Packers        |
| 1949-50 | Jim Pollard* (2)    | Minneapolis Lakers     | Fred Schaus         | Fort Wayne Pistons      |
| 1949-50 | Alex Groza          | Indianapolis Olympians | Dolph Schayes*      | Syracuse Nationals      |
| 1949-50 | Bob Davies* (2)     | Rochester Royals       | Al Cervi*           | Syracuse Nationals      |
| 1949-50 | Max Zaslofsky (4)   | Chicago Stags          | Ralph Beard         | Indianapolis Olympians  |
| 1950-51 | George Mikan* (3)   | Minneapolis Lakers     | Dolph Schayes* (2)  | Syracuse Nationals      |
| 1950-51 | Alex Groza (2)      | Indianapolis Olympians | Frank Brian (2)     | Anderson Packers        |
| 1950-51 | Ed Macauley*        | Boston Celtics         | Vern Mikkelsen*     | Minneapolis Lakers      |
| 1950-51 | Bob Davies* (3)     | Rochester Royals       | Joe Fulks* (4)      | Philadelphia Warriors   |
| 1950-51 | Ralph Beard (2)     | Indianapolis Olympians | Dick McGuire        | New York Knicks         |
| 1951-52 | George Mikan* (4)   | Minneapolis Lakers     | Larry Foust         | Fort Wayne Pistons      |
| 1951-52 | Ed Macauley* (2)    | Boston Celtics         | Vern Mikkelsen* (2) | Minneapolis Lakers      |
| 1951-52 | Paul Arizin*        | Philadelphia Warriors  | Jim Pollard* (3)    | Minneapolis Lakers      |
| 1951-52 | Bob Cousy*          | Boston Celtics         | Bobby Wanzer*       | Rochester Royals        |
| 1951-52 | Bob Davies* (4)1    | Rochester Royals       | Andy Phillip*       | Philadelphia Warriors   |
| 1951-52 | Dolph Schayes* (3)1 | Syracuse Nationals     | Andy Phillip*       | Philadelphia Warriors   |
| 1952-53 | George Mikan* (5)   | Minneapolis Lakers     | Bill Sharman*       | Boston Celtics          |
| 1952-53 | Bob Cousy* (2)      | Boston Celtics         | Vern Mikkelsen* (3) | Minneapolis Lakers      |
| 1952-53 | Neil Johnston*      | Philadelphia Warriors  | Bobby Wanzer* (2)   | Rochester Royals        |
| 1952-53 | Ed Macauley* (3)    | Boston Celtics         | Bob Davies* (5)     | Rochester Royals        |
| 1952-53 | Dolph Schayes* (4)  | Syracuse Nationals     | Andy Phillip* (2)   | Philadelphia Warriors   |
| 1953-54 | Bob Cousy* (3)      | Boston Celtics         | Ed Macauley* (4)    | Boston Celtics          |
| 1953-54 | Neil Johnston* (2)  | Philadelphia Warriors  | Jim Pollard* (4)    | Minneapolis Lakers      |
| 1953-54 | George Mikan* (6)   | Minneapolis Lakers     | Carl Braun* (2)     | New York Knicks         |
| 1953-54 | Dolph Schayes* (5)  | Syracuse Nationals     | Bobby Wanzer* (3)   | Rochester Royals        |
| 1953-54 | Harry Gallatin*     | New York Knicks        | Paul Seymour        | Syracuse Nationals      |
| 1954-55 | Neil Johnston* (3)  | Philadelphia Warriors  | Vern Mikkelsen* (4) | Minneapolis Lakers      |
| 1954-55 | Bob Cousy* (4)      | Boston Celtics         | Harry Gallatin* (2) | New York Knicks         |
| 1954-55 | Dolph Schayes* (6)  | Syracuse Nationals     | Paul Seymour (2)    | Syracuse Nationals      |
| 1954-55 | Bob Pettit*         | Milwaukee Hawks        | Slater Martin*      | Minneapolis Lakers      |
| 1954-55 | Larry Foust (2)     | Fort Wayne Pistons     | Bill Sharman* (2)   | Boston Celtics          |
| Kilde:  |                     |                        |                     |                         |

Noter:
↑1 - Som resultat af en uafgjort i afstemning blev både Bob Davies og Dolph Schayes inkluderet på First Team.

### 1955-56 til 1987-88
I denne periode bestod All-NBA af to hold. Spillerene blev også valgt efter position, så hvert hold bestod af to guards, to forwards og en center.
| Sæson   | Position | First Team                | First Team              | Second Team               | Second Team            |
| Sæson   | Position | Spiller                   | Hold                    | Spiller                   | Hold                   |
| ------- | -------- | ------------------------- | ----------------------- | ------------------------- | ---------------------- |
| 1955-56 | Forward  | Bob Pettit* (2)           | St. Louis Hawks         | Dolph Schayes* (7)        | Syracuse Nationals     |
| 1955-56 | Forward  | Paul Arizin* (2)          | Philadelphia Warriors   | Maurice Stokes*           | Rochester Royals       |
| 1955-56 | Center   | Neil Johnston* (4)        | Philadelphia Warriors   | Clyde Lovellette*         | Minneapolis Lakers     |
| 1955-56 | Guard    | Bob Cousy* (5)            | Boston Celtics          | Slater Martin* (2)        | Minneapolis Lakers     |
| 1955-56 | Guard    | Bill Sharman* (3)         | Boston Celtics          | Jack George               | Philadelphia Warriors  |
| 1956-57 | Forward  | Paul Arizin* (3)          | Philadelphia Warriors   | George Yardley*           | Fort Wayne Pistons     |
| 1956-57 | Forward  | Dolph Schayes* (8)        | Syracuse Nationals      | Maurice Stokes* (2)       | Rochester Royals       |
| 1956-57 | Center   | Bob Pettit* (3)           | St. Louis Hawks         | Neil Johnston* (5)        | Philadelphia Warriors  |
| 1956-57 | Guard    | Bob Cousy* (6)            | Boston Celtics          | Dick Garmaker             | Minneapolis Lakers     |
| 1956-57 | Guard    | Bill Sharman* (4)         | Boston Celtics          | Slater Martin* (3)        | St. Louis Hawks        |
| 1957-58 | Forward  | Dolph Schayes* (9)        | Syracuse Nationals      | Cliff Hagan*              | St. Louis Hawks        |
| 1957-58 | Forward  | George Yardley* (2)       | Detroit Pistons         | Maurice Stokes* (3)       | Rochester Royals       |
| 1957-58 | Center   | Bob Pettit* (4)           | St. Louis Hawks         | Bill Russell*             | Boston Celtics         |
| 1957-58 | Guard    | Bob Cousy* (7)            | Boston Celtics          | Tom Gola*                 | Philadelphia Warriors  |
| 1957-58 | Guard    | Bill Sharman* (5)         | Boston Celtics          | Slater Martin* (4)        | St. Louis Hawks        |
| 1958-59 | Forward  | Bob Pettit* (5)           | St. Louis Hawks         | Paul Arizin* (4)          | Philadelphia Warriors  |
| 1958-59 | Forward  | Elgin Baylor*             | Minneapolis Lakers      | Cliff Hagan* (2)          | St. Louis Hawks        |
| 1958-59 | Center   | Bill Russell* (2)         | Boston Celtics          | Dolph Schayes* (10)       | Syracuse Nationals     |
| 1958-59 | Guard    | Bob Cousy* (8)            | Boston Celtics          | Slater Martin* (5)        | St. Louis Hawks        |
| 1958-59 | Guard    | Bill Sharman* (6)         | Boston Celtics          | Richie Guerin*            | New York Knicks        |
| 1959-60 | Forward  | Bob Pettit* (6)           | St. Louis Hawks         | Jack Twyman*              | Cincinnati Royals      |
| 1959-60 | Forward  | Elgin Baylor* (2)         | Minneapolis Lakers      | Dolph Schayes* (11)       | Syracuse Nationals     |
| 1959-60 | Center   | Wilt Chamberlain*         | Philadelphia Warriors   | Bill Russell* (3)         | Boston Celtics         |
| 1959-60 | Guard    | Bob Cousy* (9)            | Boston Celtics          | Richie Guerin* (2)        | New York Knicks        |
| 1959-60 | Guard    | Gene Shue                 | Detroit Pistons         | Bill Sharman* (7)         | Boston Celtics         |
| 1960-61 | Forward  | Elgin Baylor* (3)         | Los Angeles Lakers      | Dolph Schayes* (12)       | Syracuse Nationals     |
| 1960-61 | Forward  | Bob Pettit* (7)           | St. Louis Hawks         | Tom Heinsohn*             | Boston Celtics         |
| 1960-61 | Center   | Wilt Chamberlain* (2)     | Philadelphia Warriors   | Bill Russell* (4)         | Boston Celtics         |
| 1960-61 | Guard    | Bob Cousy* (10)           | Boston Celtics          | Larry Costello*           | Syracuse Nationals     |
| 1960-61 | Guard    | Oscar Robertson*          | Cincinnati Royals       | Gene Shue (2)             | Detroit Pistons        |
| 1961-62 | Forward  | Bob Pettit* (8)           | St. Louis Hawks         | Tom Heinsohn* (2)         | Boston Celtics         |
| 1961-62 | Forward  | Elgin Baylor* (4)         | Los Angeles Lakers      | Jack Twyman* (2)          | Cincinnati Royals      |
| 1961-62 | Center   | Wilt Chamberlain* (3)     | Philadelphia Warriors   | Bill Russell* (5)         | Boston Celtics         |
| 1961-62 | Guard    | Jerry West*               | Los Angeles Lakers      | Richie Guerin* (3)        | New York Knicks        |
| 1961-62 | Guard    | Oscar Robertson* (2)      | Cincinnati Royals       | Bob Cousy* (11)           | Boston Celtics         |
| 1962-63 | Forward  | Elgin Baylor* (5)         | Los Angeles Lakers      | Tom Heinsohn* (3)         | Boston Celtics         |
| 1962-63 | Forward  | Bob Pettit* (9)           | St. Louis Hawks         | Bailey Howell*            | Detroit Pistons        |
| 1962-63 | Center   | Bill Russell* (6)         | Boston Celtics          | Wilt Chamberlain* (4)     | San Francisco Warriors |
| 1962-63 | Guard    | Oscar Robertson* (3)      | Cincinnati Royals       | Bob Cousy* (12)           | Boston Celtics         |
| 1962-63 | Guard    | Jerry West* (2)           | Los Angeles Lakers      | Hal Greer*                | Syracuse Nationals     |
| 1963-64 | Forward  | Elgin Baylor* (6)         | Los Angeles Lakers      | Tom Heinsohn* (4)         | Boston Celtics         |
| 1963-64 | Forward  | Bob Pettit* (10)          | St. Louis Hawks         | Jerry Lucas*              | Cincinnati Royals      |
| 1963-64 | Center   | Wilt Chamberlain* (5)     | San Francisco Warriors  | Bill Russell* (7)         | Boston Celtics         |
| 1963-64 | Guard    | Oscar Robertson* (4)      | Cincinnati Royals       | John Havlicek*            | Boston Celtics         |
| 1963-64 | Guard    | Jerry West* (3)           | Los Angeles Lakers      | Hal Greer* (2)            | Philadelphia 76ers     |
| 1964-65 | Forward  | Elgin Baylor* (7)         | Los Angeles Lakers      | Bob Pettit* (11)          | St. Louis Hawks        |
| 1964-65 | Forward  | Jerry Lucas* (2)          | Cincinnati Royals       | Gus Johnson*              | Baltimore Bullets      |
| 1964-65 | Center   | Bill Russell* (8)         | Boston Celtics          | Wilt Chamberlain* (6)     | Philadelphia 76ers     |
| 1964-65 | Guard    | Oscar Robertson* (5)      | Cincinnati Royals       | Sam Jones*                | Boston Celtics         |
| 1964-65 | Guard    | Jerry West* (4)           | Los Angeles Lakers      | Hal Greer* (3)            | Philadelphia 76ers     |
| 1965-66 | Forward  | Rick Barry*               | San Francisco Warriors  | John Havlicek* (2)        | Boston Celtics         |
| 1965-66 | Forward  | Jerry Lucas* (3)          | Cincinnati Royals       | Gus Johnson* (2)          | Baltimore Bullets      |
| 1965-66 | Center   | Wilt Chamberlain* (7)     | Philadelphia 76ers      | Bill Russell* (9)         | Boston Celtics         |
| 1965-66 | Guard    | Oscar Robertson* (6)      | Cincinnati Royals       | Sam Jones* (2)            | Boston Celtics         |
| 1965-66 | Guard    | Jerry West* (5)           | Los Angeles Lakers      | Hal Greer* (4)            | Philadelphia 76ers     |
| 1966-67 | Forward  | Rick Barry* (2)           | San Francisco Warriors  | Willis Reed*              | New York Knicks        |
| 1966-67 | Forward  | Elgin Baylor* (8)         | Los Angeles Lakers      | Jerry Lucas* (4)          | Cincinnati Royals      |
| 1966-67 | Center   | Wilt Chamberlain* (8)     | Philadelphia 76ers      | Bill Russell* (10)        | Boston Celtics         |
| 1966-67 | Guard    | Jerry West* (6)           | Los Angeles Lakers      | Hal Greer* (5)            | Philadelphia 76ers     |
| 1966-67 | Guard    | Oscar Robertson* (7)      | Cincinnati Royals       | Sam Jones* (3)            | Boston Celtics         |
| 1967-68 | Forward  | Elgin Baylor* (9)         | Los Angeles Lakers      | Willis Reed* (2)          | New York Knicks        |
| 1967-68 | Forward  | Jerry Lucas* (5)          | Cincinnati Royals       | John Havlicek* (3)        | Boston Celtics         |
| 1967-68 | Center   | Wilt Chamberlain* (9)     | Philadelphia 76ers      | Bill Russell* (11)        | Boston Celtics         |
| 1967-68 | Guard    | Dave Bing*                | Detroit Pistons         | Hal Greer* (6)            | Philadelphia 76ers     |
| 1967-68 | Guard    | Oscar Robertson* (8)      | Cincinnati Royals       | Jerry West* (7)           | Los Angeles Lakers     |
| 1968-69 | Forward  | Billy Cunningham*         | Philadelphia 76ers      | John Havlicek* (4)        | Boston Celtics         |
| 1968-69 | Forward  | Elgin Baylor* (10)        | Los Angeles Lakers      | Dave DeBusschere*         | New York Knicks        |
| 1968-69 | Center   | Wes Unseld*               | Baltimore Bullets       | Willis Reed* (3)          | New York Knicks        |
| 1968-69 | Guard    | Earl Monroe*              | Baltimore Bullets       | Hal Greer* (7)            | Philadelphia 76ers     |
| 1968-69 | Guard    | Oscar Robertson* (9)      | Cincinnati Royals       | Jerry West* (8)           | Los Angeles Lakers     |
| 1969-70 | Forward  | Billy Cunningham* (2)     | Philadelphia 76ers      | John Havlicek* (5)        | Boston Celtics         |
| 1969-70 | Forward  | Connie Hawkins*           | Phoenix Suns            | Gus Johnson* (3)          | Baltimore Bullets      |
| 1969-70 | Center   | Willis Reed* (4)          | New York Knicks         | Lew Alcindor*             | Milwaukee Bucks        |
| 1969-70 | Guard    | Jerry West* (9)           | Los Angeles Lakers      | Lou Hudson*               | Atlanta Hawks          |
| 1969-70 | Guard    | Walt Frazier*             | New York Knicks         | Oscar Robertson* (10)     | Cincinnati Royals      |
| 1970-71 | Forward  | John Havlicek* (6)        | Boston Celtics          | Gus Johnson* (4)          | Baltimore Bullets      |
| 1970-71 | Forward  | Billy Cunningham* (3)     | Philadelphia 76ers      | Bob Love                  | Chicago Bulls          |
| 1970-71 | Center   | Lew Alcindor* (2)         | Milwaukee Bucks         | Willis Reed* (5)          | New York Knicks        |
| 1970-71 | Guard    | Jerry West* (10)          | Los Angeles Lakers      | Walt Frazier* (2)         | New York Knicks        |
| 1970-71 | Guard    | Dave Bing* (2)            | Detroit Pistons         | Oscar Robertson* (11)     | Milwaukee Bucks        |
| 1971-72 | Forward  | John Havlicek* (7)        | Boston Celtics          | Bob Love (2)              | Chicago Bulls          |
| 1971-72 | Forward  | Spencer Haywood*          | Seattle SuperSonics     | Billy Cunningham* (4)     | Philadelphia 76ers     |
| 1971-72 | Center   | Kareem Abdul-Jabbar* (3)  | Milwaukee Bucks         | Wilt Chamberlain* (10)    | Los Angeles Lakers     |
| 1971-72 | Guard    | Jerry West* (11)          | Los Angeles Lakers      | Nate Archibald*           | Cincinnati Royals      |
| 1971-72 | Guard    | Walt Frazier* (3)         | New York Knicks         | Archie Clark              | Baltimore Bullets      |
| 1972-73 | Forward  | John Havlicek* (8)        | Boston Celtics          | Elvin Hayes*              | Baltimore Bullets      |
| 1972-73 | Forward  | Spencer Haywood* (2)      | Seattle SuperSonics     | Rick Barry* (3)           | Golden State Warriors  |
| 1972-73 | Center   | Kareem Abdul-Jabbar* (4)  | Milwaukee Bucks         | Dave Cowens*              | Boston Celtics         |
| 1972-73 | Guard    | Nate Archibald* (2)       | Kansas City-Omaha Kings | Walt Frazier* (4)         | New York Knicks        |
| 1972-73 | Guard    | Jerry West* (12)          | Los Angeles Lakers      | Pete Maravich*            | Atlanta Hawks          |
| 1973-74 | Forward  | John Havlicek* (9)        | Boston Celtics          | Elvin Hayes* (2)          | Capital Bullets        |
| 1973-74 | Forward  | Rick Barry* (4)           | Golden State Warriors   | Spencer Haywood* (3)      | Seattle SuperSonics    |
| 1973-74 | Center   | Kareem Abdul-Jabbar* (5)  | Milwaukee Bucks         | Bob McAdoo*               | Buffalo Braves         |
| 1973-74 | Guard    | Walt Frazier* (5)         | New York Knicks         | Dave Bing* (3)            | Detroit Pistons        |
| 1973-74 | Guard    | Gail Goodrich*            | Los Angeles Lakers      | Norm Van Lier             | Chicago Bulls          |
| 1974-75 | Forward  | Rick Barry* (5)           | Golden State Warriors   | John Havlicek* (10)       | Boston Celtics         |
| 1974-75 | Forward  | Elvin Hayes* (3)          | Washington Bullets      | Spencer Haywood* (4)      | Seattle SuperSonics    |
| 1974-75 | Center   | Bob McAdoo* (2)           | Buffalo Braves          | Dave Cowens* (2)          | Boston Celtics         |
| 1974-75 | Guard    | Nate Archibald* (3)       | Kansas City-Omaha Kings | Phil Chenier              | Washington Bullets     |
| 1974-75 | Guard    | Walt Frazier* (6)         | New York Knicks         | Jo Jo White*              | Boston Celtics         |
| 1975-76 | Forward  | Rick Barry* (6)           | Golden State Warriors   | Elvin Hayes* (4)          | Washington Bullets     |
| 1975-76 | Forward  | George McGinnis*          | Philadelphia 76ers      | John Havlicek* (11)       | Boston Celtics         |
| 1975-76 | Center   | Kareem Abdul-Jabbar* (6)  | Los Angeles Lakers      | Dave Cowens* (3)          | Boston Celtics         |
| 1975-76 | Guard    | Nate Archibald* (4)       | Kansas City Kings       | Randy Smith               | Buffalo Braves         |
| 1975-76 | Guard    | Pete Maravich* (2)        | New Orleans Jazz        | Phil Smith                | Golden State Warriors  |
| 1976-77 | Forward  | Elvin Hayes* (5)          | Washington Bullets      | Julius Erving*            | Philadelphia 76ers     |
| 1976-77 | Forward  | David Thompson*           | Denver Nuggets          | George McGinnis* (2)      | Philadelphia 76ers     |
| 1976-77 | Center   | Kareem Abdul-Jabbar* (7)  | Los Angeles Lakers      | Bill Walton*              | Portland Trail Blazers |
| 1976-77 | Guard    | Pete Maravich* (3)        | New Orleans Jazz        | George Gervin*            | San Antonio Spurs      |
| 1976-77 | Guard    | Paul Westphal*            | Phoenix Suns            | Jo Jo White* (2)          | Boston Celtics         |
| 1977-78 | Forward  | Truck Robinson            | New Orleans Jazz        | Walter Davis*             | Phoenix Suns           |
| 1977-78 | Forward  | Julius Erving* (2)        | Philadelphia 76ers      | Maurice Lucas             | Portland Trail Blazers |
| 1977-78 | Center   | Bill Walton* (2)          | Portland Trail Blazers  | Kareem Abdul-Jabbar* (8)  | Los Angeles Lakers     |
| 1977-78 | Guard    | George Gervin* (2)        | San Antonio Spurs       | Paul Westphal* (2)        | Phoenix Suns           |
| 1977-78 | Guard    | David Thompson* (2)       | Denver Nuggets          | Pete Maravich* (4)        | New Orleans Jazz       |
| 1978-79 | Forward  | Marques Johnson           | Milwaukee Bucks         | Walter Davis* (2)         | Washington Bullets     |
| 1978-79 | Forward  | Elvin Hayes* (6)          | Washington Bullets      | Bob Dandridge*            | Portland Trail Blazers |
| 1978-79 | Center   | Moses Malone*             | Houston Rockets         | Kareem Abdul-Jabbar* (9)  | Los Angeles Lakers     |
| 1978-79 | Guard    | George Gervin* (3)        | San Antonio Spurs       | Lloyd Free                | San Diego Clippers     |
| 1978-79 | Guard    | Paul Westphal* (3)        | Phoenix Suns            | Phil Ford                 | Kansas City Kings      |
| 1979-80 | Forward  | Julius Erving* (3)        | Philadelphia 76ers      | Dan Roundfield            | Atlanta Hawks          |
| 1979-80 | Forward  | Larry Bird*               | Boston Celtics          | Marques Johnson (2)       | Milwaukee Bucks        |
| 1979-80 | Center   | Kareem Abdul-Jabbar* (10) | Los Angeles Lakers      | Moses Malone* (2)         | Houston Rockets        |
| 1979-80 | Guard    | George Gervin* (4)        | San Antonio Spurs       | Dennis Johnson*           | Seattle SuperSonics    |
| 1979-80 | Guard    | Paul Westphal* (4)        | Phoenix Suns            | Gus Williams              | Seattle SuperSonics    |
| 1980-81 | Forward  | Julius Erving* (4)        | Philadelphia 76ers      | Marques Johnson (3)       | Milwaukee Bucks        |
| 1980-81 | Forward  | Larry Bird* (2)           | Boston Celtics          | Adrian Dantley*           | Utah Jazz              |
| 1980-81 | Center   | Kareem Abdul-Jabbar* (11) | Los Angeles Lakers      | Moses Malone* (3)         | Houston Rockets        |
| 1980-81 | Guard    | George Gervin* (5)        | San Antonio Spurs       | Otis Birdsong             | Kansas City Kings      |
| 1980-81 | Guard    | Dennis Johnson* (2)       | Phoenix Suns            | Nate Archibald* (5)       | Boston Celtics         |
| 1981-82 | Forward  | Larry Bird* (3)           | Boston Celtics          | Alex English*             | Denver Nuggets         |
| 1981-82 | Forward  | Julius Erving* (5)        | Philadelphia 76ers      | Bernard King*             | Golden State Warriors  |
| 1981-82 | Center   | Moses Malone* (4)         | Houston Rockets         | Robert Parish*            | Boston Celtics         |
| 1981-82 | Guard    | George Gervin* (6)        | San Antonio Spurs       | Magic Johnson*            | Los Angeles Lakers     |
| 1981-82 | Guard    | Gus Williams (2)          | Seattle SuperSonics     | Sidney Moncrief*          | Milwaukee Bucks        |
| 1982-83 | Forward  | Larry Bird* (5)           | Boston Celtics          | Alex English* (2)         | Denver Nuggets         |
| 1982-83 | Forward  | Julius Erving* (6)        | Philadelphia 76ers      | Buck Williams             | New Jersey Nets        |
| 1982-83 | Center   | Moses Malone* (5)         | Philadelphia 76ers      | Kareem Abdul-Jabbar* (12) | Los Angeles Lakers     |
| 1982-83 | Guard    | Magic Johnson* (2)        | Los Angeles Lakers      | George Gervin* (7)        | San Antonio Spurs      |
| 1982-83 | Guard    | Sidney Moncrief* (2)      | Milwaukee Bucks         | Isiah Thomas*             | Detroit Pistons        |
| 1983-84 | Forward  | Larry Bird* (5)           | Boston Celtics          | Adrian Dantley* (2)       | Utah Jazz              |
| 1983-84 | Forward  | Bernard King* (2)         | New York Knicks         | Julius Erving* (7)        | Philadelphia 76ers     |
| 1983-84 | Center   | Kareem Abdul-Jabbar* (13) | Los Angeles Lakers      | Moses Malone* (6)         | Philadelphia 76ers     |
| 1983-84 | Guard    | Magic Johnson* (3)        | Los Angeles Lakers      | Sidney Moncrief* (3)      | Milwaukee Bucks        |
| 1983-84 | Guard    | Isiah Thomas* (2)         | Detroit Pistons         | Jim Paxson                | Portland Trail Blazers |
| 1984-85 | Forward  | Larry Bird* (6)           | Boston Celtics          | Terry Cummings            | Milwaukee Bucks        |
| 1984-85 | Forward  | Bernard King* (3)         | New York Knicks         | Ralph Sampson*            | Houston Rockets        |
| 1984-85 | Center   | Moses Malone* (7)         | Philadelphia 76ers      | Kareem Abdul-Jabbar* (14) | Los Angeles Lakers     |
| 1984-85 | Guard    | Magic Johnson* (4)        | Los Angeles Lakers      | Michael Jordan*           | Chicago Bulls          |
| 1984-85 | Guard    | Isiah Thomas* (3)         | Detroit Pistons         | Sidney Moncrief* (4)      | Milwaukee Bucks        |
| 1985-86 | Forward  | Larry Bird* (7)           | Boston Celtics          | Charles Barkley*          | Philadelphia 76ers     |
| 1985-86 | Forward  | Dominique Wilkins*        | Atlanta Hawks           | Alex English* (3)         | Denver Nuggets         |
| 1985-86 | Center   | Kareem Abdul-Jabbar* (15) | Los Angeles Lakers      | Hakeem Olajuwon*          | Houston Rockets        |
| 1985-86 | Guard    | Magic Johnson* (5)        | Los Angeles Lakers      | Sidney Moncrief* (5)      | Milwaukee Bucks        |
| 1985-86 | Guard    | Isiah Thomas* (4)         | Detroit Pistons         | Alvin Robertson           | San Antonio Spurs      |
| 1986-87 | Forward  | Larry Bird* (8)           | Boston Celtics          | Dominique Wilkins* (2)    | Atlanta Hawks          |
| 1986-87 | Forward  | Kevin McHale*             | Boston Celtics          | Charles Barkley* (2)      | Philadelphia 76ers     |
| 1986-87 | Center   | Hakeem Olajuwon* (2)      | Houston Rockets         | Moses Malone* (8)         | Washington Bullets     |
| 1986-87 | Guard    | Magic Johnson* (6)        | Los Angeles Lakers      | Isiah Thomas* (5)         | Detroit Pistons        |
| 1986-87 | Guard    | Michael Jordan* (2)       | Chicago Bulls           | Fat Lever                 | Denver Nuggets         |
| 1987-88 | Forward  | Larry Bird* (9)           | Boston Celtics          | Karl Malone*              | Utah Jazz              |
| 1987-88 | Forward  | Charles Barkley* (3)      | Philadelphia 76ers      | Dominique Wilkins* (3)    | Atlanta Hawks          |
| 1987-88 | Center   | Hakeem Olajuwon* (3)      | Houston Rockets         | Patrick Ewing*            | New York Knicks        |
| 1987-88 | Guard    | Michael Jordan* (3)       | Chicago Bulls           | Clyde Drexler*            | Portland Trail Blazers |
| 1987-88 | Guard    | Magic Johnson* (7)        | Los Angeles Lakers      | John Stockton*            | Utah Jazz              |

### 1988-89 til 2022-23
Fra 1988-89 sæsonen blev All-NBA udvidet til tre hold.
| Sæson     | Position | First Team                 | First Team             | Second Team                | Second Team                        | Third Team              | Third Team                           |
| Sæson     | Position | Spiller                    | Hold                   | Spiller                    | Hold                               | Spiller                 | Hold                                 |
| --------- | -------- | -------------------------- | ---------------------- | -------------------------- | ---------------------------------- | ----------------------- | ------------------------------------ |
| 1988-89   | Forward  | Karl Malone* (2)           | Utah Jazz              | Tom Chambers               | Phoenix Suns                       | Dominique Wilkins* (4)  | Atlanta Hawks                        |
| 1988-89   | Forward  | Charles Barkley* (4)       | Philadelphia 76ers     | Chris Mullin*              | Golden State Warriors              | Terry Cummings (2)      | Milwaukee Bucks                      |
| 1988-89   | Center   | Hakeem Olajuwon* (4)       | Houston Rockets        | Patrick Ewing* (2)         | New York Knicks                    | Robert Parish* (2)      | Boston Celtics                       |
| 1988-89   | Guard    | Michael Jordan* (4)        | Chicago Bulls          | John Stockton* (2)         | Utah Jazz                          | Dale Ellis              | Seattle SuperSonics                  |
| 1988-89   | Guard    | Magic Johnson* (8)         | Los Angeles Lakers     | Kevin Johnson              | Phoenix Suns                       | Mark Price              | Cleveland Cavaliers                  |
| 1989-90   | Forward  | Karl Malone* (3)           | Utah Jazz              | Larry Bird* (10)           | Boston Celtics                     | James Worthy*           | Los Angeles Lakers                   |
| 1989-90   | Forward  | Charles Barkley* (5)       | Philadelphia 76ers     | Tom Chambers (2)           | Phoenix Suns                       | Chris Mullin* (2)       | Golden State Warriors                |
| 1989-90   | Center   | Patrick Ewing* (3)         | New York Knicks        | Hakeem Olajuwon* (5)       | Houston Rockets                    | David Robinson*         | San Antonio Spurs                    |
| 1989-90   | Guard    | Magic Johnson* (9)         | Los Angeles Lakers     | John Stockton* (3)         | Utah Jazz                          | Clyde Drexler* (2)      | Portland Trail Blazers               |
| 1989-90   | Guard    | Michael Jordan* (5)        | Chicago Bulls          | Kevin Johnson (2)          | Phoenix Suns                       | Joe Dumars*             | Detroit Pistons                      |
| 1990-91   | Forward  | Karl Malone* (4)           | Utah Jazz              | Dominique Wilkins* (5)     | Atlanta Hawks                      | James Worthy* (2)       | Los Angeles Lakers                   |
| 1990-91   | Forward  | Charles Barkley* (6)       | Philadelphia 76ers     | Chris Mullin* (3)          | Golden State Warriors              | Bernard King* (4)       | Washington Bullets                   |
| 1990-91   | Center   | David Robinson* (2)        | San Antonio Spurs      | Patrick Ewing* (4)         | New York Knicks                    | Hakeem Olajuwon* (6)    | Houston Rockets                      |
| 1990-91   | Guard    | Michael Jordan* (6)        | Chicago Bulls          | Kevin Johnson (3)          | Phoenix Suns                       | John Stockton* (4)      | Utah Jazz                            |
| 1990-91   | Guard    | Magic Johnson* (10)        | Los Angeles Lakers     | Clyde Drexler* (3)         | Portland Trail Blazers             | Joe Dumars* (2)         | Detroit Pistons                      |
| 1991-92   | Forward  | Karl Malone* (5)           | Utah Jazz              | Scottie Pippen*            | Chicago Bulls                      | Dennis Rodman*          | Detroit Pistons                      |
| 1991-92   | Forward  | Chris Mullin* (4)          | Golden State Warriors  | Charles Barkley* (7)       | Philadelphia 76ers                 | Kevin Willis            | Atlanta Hawks                        |
| 1991-92   | Center   | David Robinson* (3)        | San Antonio Spurs      | Patrick Ewing* (5)         | New York Knicks                    | Brad Daugherty          | Cleveland Cavaliers                  |
| 1991-92   | Guard    | Michael Jordan* (7)        | Chicago Bulls          | Tim Hardaway*              | Golden State Warriors              | Mark Price (2)          | Cleveland Cavaliers                  |
| 1991-92   | Guard    | Clyde Drexler* (4)         | Portland Trail Blazers | John Stockton* (5)         | Utah Jazz                          | Kevin Johnson (4)       | Phoenix Suns                         |
| 1992-93   | Forward  | Charles Barkley* (8)       | Phoenix Suns           | Dominique Wilkins* (6)     | Atlanta Hawks                      | Scottie Pippen* (2)     | Chicago Bulls                        |
| 1992-93   | Forward  | Karl Malone* (6)           | Utah Jazz              | Larry Johnson              | Charlotte Hornets                  | Derrick Coleman         | New Jersey Nets                      |
| 1992-93   | Center   | Hakeem Olajuwon* (7)       | Houston Rockets        | Patrick Ewing* (6)         | New York Knicks                    | David Robinson* (4)     | San Antonio Spurs                    |
| 1992-93   | Guard    | Michael Jordan* (8)        | Chicago Bulls          | John Stockton* (6)         | Utah Jazz                          | Tim Hardaway* (2)       | Golden State Warriors                |
| 1992-93   | Guard    | Mark Price (3)             | Cleveland Cavaliers    | Joe Dumars* (3)            | Detroit Pistons                    | Dražen Petrović*        | New Jersey Nets                      |
| 1993-94   | Forward  | Scottie Pippen* (3)        | Chicago Bulls          | Shawn Kemp                 | Seattle SuperSonics                | Derrick Coleman (2)     | New Jersey Nets                      |
| 1993-94   | Forward  | Karl Malone* (7)           | Utah Jazz              | Charles Barkley* (9)       | Phoenix Suns                       | Dominique Wilkins* (7)  | Atlanta Hawks / Los Angeles Clippers |
| 1993-94   | Center   | Hakeem Olajuwon* (8)       | Houston Rockets        | David Robinson* (5)        | San Antonio Spurs                  | Shaquille O'Neal*       | Orlando Magic                        |
| 1993-94   | Guard    | John Stockton* (7)         | Utah Jazz              | Mitch Richmond*            | Sacramento Kings                   | Mark Price (4)          | Cleveland Cavaliers                  |
| 1993-94   | Guard    | Latrell Sprewell           | Golden State Warriors  | Kevin Johnson (5)          | Phoenix Suns                       | Gary Payton*            | Seattle SuperSonics                  |
| 1994-95   | Forward  | Karl Malone* (8)           | Utah Jazz              | Charles Barkley* (10)      | Phoenix Suns                       | Detlef Schrempf         | Seattle SuperSonics                  |
| 1994-95   | Forward  | Scottie Pippen* (4)        | Chicago Bulls          | Shawn Kemp (2)             | Seattle SuperSonics                | Dennis Rodman* (2)      | San Antonio Spurs                    |
| 1994-95   | Center   | David Robinson* (6)        | San Antonio Spurs      | Shaquille O'Neal* (2)      | Orlando Magic                      | Hakeem Olajuwon* (9)    | Houston Rockets                      |
| 1994-95   | Guard    | John Stockton* (8)         | Utah Jazz              | Gary Payton* (2)           | Seattle SuperSonics                | Reggie Miller*          | Indiana Pacers                       |
| 1994-95   | Guard    | Penny Hardaway             | Orlando Magic          | Mitch Richmond* (2)        | Sacramento Kings                   | Clyde Drexler* (5)      | Houston Rockets                      |
| 1995-96   | Forward  | Scottie Pippen* (5)        | Chicago Bulls          | Shawn Kemp (3)             | Seattle SuperSonics                | Charles Barkley* (11)   | Phoenix Suns                         |
| 1995-96   | Forward  | Karl Malone* (9)           | Utah Jazz              | Grant Hill*                | Detroit Pistons                    | Juwan Howard            | Washington Bullets                   |
| 1995-96   | Center   | David Robinson* (7)        | San Antonio Spurs      | Hakeem Olajuwon* (10)      | Houston Rockets                    | Shaquille O'Neal* (3)   | Orlando Magic                        |
| 1995-96   | Guard    | Michael Jordan* (9)        | Chicago Bulls          | Gary Payton* (3)           | Seattle SuperSonics                | Mitch Richmond* (3)     | Sacramento Kings                     |
| 1995-96   | Guard    | Penny Hardaway (2)         | Orlando Magic          | John Stockton* (9)         | Utah Jazz                          | Reggie Miller* (2)      | Indiana Pacers                       |
| 1996-97   | Forward  | Karl Malone* (10)          | Utah Jazz              | Scottie Pippen* (6)        | Chicago Bulls                      | Anthony Mason           | Charlotte Hornets                    |
| 1996-97   | Forward  | Grant Hill* (2)            | Detroit Pistons        | Glen Rice                  | Charlotte Hornets                  | Vin Baker               | Milwaukee Bucks                      |
| 1996-97   | Center   | Hakeem Olajuwon* (11)      | Houston Rockets        | Patrick Ewing* (7)         | New York Knicks                    | Shaquille O'Neal* (4)   | Los Angeles Lakers                   |
| 1996-97   | Guard    | Michael Jordan* (10)       | Chicago Bulls          | Gary Payton* (4)           | Seattle SuperSonics                | John Stockton* (10)     | Utah Jazz                            |
| 1996-97   | Guard    | Tim Hardaway* (3)          | Miami Heat             | Mitch Richmond* (4)        | Sacramento Kings                   | Penny Hardaway (3)      | Orlando Magic                        |
| 1997-98   | Forward  | Karl Malone* (11)          | Utah Jazz              | Grant Hill* (3)            | Detroit Pistons                    | Scottie Pippen* (7)     | Chicago Bulls                        |
| 1997-98   | Forward  | Tim Duncan*                | San Antonio Spurs      | Vin Baker (2)              | Seattle SuperSonics                | Glen Rice (2)           | Charlotte Hornets                    |
| 1997-98   | Center   | Shaquille O'Neal* (5)      | Los Angeles Lakers     | David Robinson* (8)        | San Antonio Spurs                  | Dikembe Mutombo*        | Atlanta Hawks                        |
| 1997-98   | Guard    | Michael Jordan* (11)       | Chicago Bulls          | Tim Hardaway* (4)          | Miami Heat                         | Mitch Richmond* (5)     | Sacramento Kings                     |
| 1997-98   | Guard    | Gary Payton* (5)           | Seattle SuperSonics    | Rod Strickland             | Washington Wizards                 | Reggie Miller* (3)      | Indiana Pacers                       |
| 1998-99   | Forward  | Karl Malone* (12)          | Utah Jazz              | Chris Webber*              | Sacramento Kings                   | Kevin Garnett*          | Minnesota Timberwolves               |
| 1998-99   | Forward  | Tim Duncan* (2)            | San Antonio Spurs      | Grant Hill* (4)            | Detroit Pistons                    | Antonio McDyess         | Denver Nuggets                       |
| 1998-99   | Center   | Alonzo Mourning*           | Miami Heat             | Shaquille O'Neal* (6)      | Los Angeles Lakers                 | Hakeem Olajuwon* (12)   | Houston Rockets                      |
| 1998-99   | Guard    | Allen Iverson*             | Philadelphia 76ers     | Gary Payton* (6)           | Seattle SuperSonics                | Kobe Bryant*            | Los Angeles Lakers                   |
| 1998-99   | Guard    | Jason Kidd*                | Phoenix Suns           | Tim Hardaway* (5)          | Miami Heat                         | John Stockton* (11)     | Utah Jazz                            |
| 1999-2000 | Forward  | Tim Duncan* (3)            | San Antonio Spurs      | Karl Malone* (13)          | Utah Jazz                          | Chris Webber* (2)       | Sacramento Kings                     |
| 1999-2000 | Forward  | Kevin Garnett* (2)         | Minnesota Timberwolves | Grant Hill* (5)            | Detroit Pistons                    | Vince Carter*           | Toronto Raptors                      |
| 1999-2000 | Center   | Shaquille O'Neal* (7)      | Los Angeles Lakers     | Alonzo Mourning* (2)       | Miami Heat                         | David Robinson* (9)     | San Antonio Spurs                    |
| 1999-2000 | Guard    | Jason Kidd* (2)            | Phoenix Suns           | Allen Iverson* (2)         | Philadelphia 76ers                 | Eddie Jones             | Charlotte Hornets                    |
| 1999-2000 | Guard    | Gary Payton* (7)           | Seattle SuperSonics    | Kobe Bryant* (2)           | Los Angeles Lakers                 | Stephon Marbury         | New Jersey Nets                      |
| 2000-01   | Forward  | Tim Duncan* (4)            | San Antonio Spurs      | Kevin Garnett* (3)         | Minnesota Timberwolves             | Karl Malone* (14)       | Utah Jazz                            |
| 2000-01   | Forward  | Chris Webber* (3)          | Sacramento Kings       | Vince Carter* (2)          | Toronto Raptors                    | Dirk Nowitzki*          | Dallas Mavericks                     |
| 2000-01   | Center   | Shaquille O'Neal* (8)      | Los Angeles Lakers     | Dikembe Mutombo* (2)       | Atlanta Hawks / Philadelphia 76ers | David Robinson* (10)    | San Antonio Spurs                    |
| 2000-01   | Guard    | Allen Iverson* (3)         | Philadelphia 76ers     | Kobe Bryant* (3)           | Los Angeles Lakers                 | Gary Payton* (8)        | Seattle SuperSonics                  |
| 2000-01   | Guard    | Jason Kidd* (3)            | Phoenix Suns           | Tracy McGrady*             | Orlando Magic                      | Ray Allen*              | Milwaukee Bucks                      |
| 2001-02   | Forward  | Tim Duncan* (5)            | San Antonio Spurs      | Kevin Garnett* (4)         | Minnesota Timberwolves             | Ben Wallace*            | Detroit Pistons                      |
| 2001-02   | Forward  | Tracy McGrady* (2)         | Orlando Magic          | Chris Webber* (4)          | Sacramento Kings                   | Jermaine O'Neal         | Indiana Pacers                       |
| 2001-02   | Center   | Shaquille O'Neal* (9)      | Los Angeles Lakers     | Dirk Nowitzki* (2)         | Dallas Mavericks                   | Dikembe Mutombo* (3)    | Philadelphia 76ers                   |
| 2001-02   | Guard    | Jason Kidd* (4)            | New Jersey Nets        | Gary Payton* (9)           | Seattle SuperSonics                | Paul Pierce*            | Boston Celtics                       |
| 2001-02   | Guard    | Kobe Bryant* (4)           | Los Angeles Lakers     | Allen Iverson* (4)         | Philadelphia 76ers                 | Steve Nash*             | Dallas Mavericks                     |
| 2002-03   | Forward  | Tim Duncan* (6)            | San Antonio Spurs      | Dirk Nowitzki* (3)         | Dallas Mavericks                   | Paul Pierce* (2)        | Boston Celtics                       |
| 2002-03   | Forward  | Kevin Garnett* (5)         | Minnesota Timberwolves | Chris Webber* (5)          | Sacramento Kings                   | Jamal Mashburn          | New Orleans Hornets                  |
| 2002-03   | Center   | Shaquille O'Neal* (10)     | Los Angeles Lakers     | Ben Wallace* (2)           | Detroit Pistons                    | Jermaine O'Neal (2)     | Indiana Pacers                       |
| 2002-03   | Guard    | Kobe Bryant* (5)           | Los Angeles Lakers     | Jason Kidd* (5)            | New Jersey Nets                    | Stephon Marbury (2)     | New Jersey Nets                      |
| 2002-03   | Guard    | Tracy McGrady* (3)         | Orlando Magic          | Allen Iverson* (5)         | Philadelphia 76ers                 | Steve Nash* (2)         | Dallas Mavericks                     |
| 2003-04   | Forward  | Kevin Garnett* (6)         | Minnesota Timberwolves | Jermaine O'Neal (3)        | Indiana Pacers                     | Dirk Nowitzki* (4)      | Dallas Mavericks                     |
| 2003-04   | Forward  | Tim Duncan* (7)            | San Antonio Spurs      | Peja Stojaković            | Sacramento Kings                   | Ron Artest              | Indiana Pacers                       |
| 2003-04   | Center   | Shaquille O'Neal* (11)     | Los Angeles Lakers     | Ben Wallace* (3)           | Detroit Pistons                    | Yao Ming*               | Houston Rockets                      |
| 2003-04   | Guard    | Kobe Bryant* (6)           | Los Angeles Lakers     | Sam Cassell                | Minnesota Timberwolves             | Michael Redd            | Milwaukee Bucks                      |
| 2003-04   | Guard    | Jason Kidd* (6)            | New Jersey Nets        | Tracy McGrady* (4)         | Orlando Magic                      | Baron Davis             | New Orleans Hornets                  |
| 2004-05   | Forward  | Tim Duncan* (8)            | San Antonio Spurs      | LeBron James^              | Cleveland Cavaliers                | Tracy McGrady* (5)      | Houston Rockets                      |
| 2004-05   | Forward  | Dirk Nowitzki* (5)         | Dallas Mavericks       | Kevin Garnett* (7)         | Minnesota Timberwolves             | Shawn Marion            | Phoenix Suns                         |
| 2004-05   | Center   | Shaquille O'Neal* (12)     | Miami Heat             | Amar'e Stoudemire          | Phoenix Suns                       | Ben Wallace* (4)        | Detroit Pistons                      |
| 2004-05   | Guard    | Allen Iverson* (6)         | Philadelphia 76ers     | Dwayne Wade*               | Miami Heat                         | Kobe Bryant* (7)        | Los Angeles Lakers                   |
| 2004-05   | Guard    | Steve Nash* (3)            | Phoenix Suns           | Ray Allen* (2)             | Seattle SuperSonics                | Gilbert Arenas          | Washington Wizards                   |
| 2005-06   | Forward  | LeBron James^ (2)          | Cleveland Cavaliers    | Elton Brand                | Los Angeles Clippers               | Shawn Marion (2)        | Phoenix Suns                         |
| 2005-06   | Forward  | Dirk Nowitzki* (6)         | Dallas Mavericks       | Tim Duncan* (9)            | San Antonio Spurs                  | Carmelo Anthony         | Denver Nuggets                       |
| 2005-06   | Center   | Shaquille O'Neal* (13)     | Miami Heat             | Ben Wallace* (5)           | Detroit Pistons                    | Yao Ming* (2)           | Houston Rockets                      |
| 2005-06   | Guard    | Kobe Bryant* (8)           | Los Angeles Lakers     | Chauncey Billups*          | Detroit Pistons                    | Allen Iverson* (7)      | Philadelphia 76ers                   |
| 2005-06   | Guard    | Steve Nash* (4)            | Phoenix Suns           | Dwayne Wade* (2)           | Miami Heat                         | Gilbert Arenas (2)      | Washington Wizards                   |
| 2006-07   | Forward  | Dirk Nowitzki* (7)         | Dallas Mavericks       | LeBron James^ (3)          | Cleveland Cavaliers                | Kevin Garnett* (8)      | Minnesota Timberwolves               |
| 2006-07   | Forward  | Tim Duncan* (10)           | San Antonio Spurs      | Chris Bosh*                | Toronto Raptors                    | Carmelo Anthony (2)     | Denver Nuggets                       |
| 2006-07   | Center   | Amar'e Stoudemire (2)      | Phoenix Suns           | Yao Ming* (3)              | Houston Rockets                    | Dwight Howard           | Orlando Magic                        |
| 2006-07   | Guard    | Steve Nash* (5)            | Phoenix Suns           | Gilbert Arenas (3)         | Washington Wizards                 | Dwayne Wade* (3)        | Miami Heat                           |
| 2006-07   | Guard    | Kobe Bryant* (9)           | Los Angeles Lakers     | Tracy McGrady* (6)         | Houston Rockets                    | Chauncey Billups* (2)   | Detroit Pistons                      |
| 2007-08   | Forward  | Kevin Garnett* (9)         | Boston Celtics         | Dirk Nowitzki* (8)         | Dallas Mavericks                   | Carlos Boozer           | Utah Jazz                            |
| 2007-08   | Forward  | LeBron James^ (4)          | Cleveland Cavaliers    | Tim Duncan* (11)           | San Antonio Spurs                  | Paul Pierce* (3)        | Boston Celtics                       |
| 2007-08   | Center   | Dwight Howard (2)          | Orlando Magic          | Amar'e Stoudemire (3)      | Phoenix Suns                       | Yao Ming* (4)           | Houston Rockets                      |
| 2007-08   | Guard    | Kobe Bryant* (10)          | Los Angeles Lakers     | Steve Nash* (6)            | Phoenix Suns                       | Tracy McGrady* (7)      | Houston Rockets                      |
| 2007-08   | Guard    | Chris Paul^                | New Orleans Hornets    | Deron Williams             | Utah Jazz                          | Manu Ginóbili*          | San Antonio Spurs                    |
| 2008-09   | Forward  | Dirk Nowitzki* (9)         | Dallas Mavericks       | Paul Pierce* (4)           | Boston Celtics                     | Pau Gasol*              | Los Angeles Lakers                   |
| 2008-09   | Forward  | LeBron James^ (5)          | Cleveland Cavaliers    | Tim Duncan* (12)           | San Antonio Spurs                  | Carmelo Anthony (3)     | Denver Nuggets                       |
| 2008-09   | Center   | Dwight Howard (3)          | Orlando Magic          | Yao Ming* (5)              | Houston Rockets                    | Shaquille O'Neal* (14)  | Phoenix Suns                         |
| 2008-09   | Guard    | Kobe Bryant* (11)          | Los Angeles Lakers     | Brandon Roy                | Portland Trail Blazers             | Chauncey Billups* (4)   | Detroit Pistons                      |
| 2008-09   | Guard    | Dwayne Wade* (4)           | Miami Heat             | Chris Paul^ (2)            | New Orleans Hornets                | Tony Parker*            | San Antonio Spurs                    |
| 2009-10   | Forward  | Kevin Durant^              | Oklahoma City Thunder  | Carmelo Anthony (4)        | Denver Nuggets                     | Pau Gasol* (2)          | Los Angeles Lakers                   |
| 2009-10   | Forward  | LeBron James^ (6)          | Cleveland Cavaliers    | Dirk Nowitzki* (10)        | Dallas Mavericks                   | Tim Duncan* (13)        | San Antonio Spurs                    |
| 2009-10   | Center   | Dwight Howard (4)          | Orlando Magic          | Amar'e Stoudemire (4)      | Phoenix Suns                       | Andrew Bogut            | Milwaukee Bucks                      |
| 2009-10   | Guard    | Kobe Bryant* (12)          | Los Angeles Lakers     | Deron Williams (2)         | Utah Jazz                          | Joe Johnson             | Atlanta Hawks                        |
| 2009-10   | Guard    | Dwayne Wade* (5)           | Miami Heat             | Steve Nash* (7)            | Phoenix Suns                       | Brandon Roy (2)         | Portland Trail Blazers               |
| 2010-11   | Forward  | Kevin Durant^ (2)          | Oklahoma City Thunder  | Pau Gasol* (3)             | Los Angeles Lakers                 | LaMarcus Aldridge       | Portland Trail Blazers               |
| 2010-11   | Forward  | LeBron James^ (7)          | Miami Heat             | Dirk Nowitzki* (11)        | Dallas Mavericks                   | Zach Randolph           | Memphis Grizzlies                    |
| 2010-11   | Center   | Dwight Howard (5)          | Orlando Magic          | Amar'e Stoudemire (5)      | New York Knicks                    | Al Horford^             | Atlanta Hawks                        |
| 2010-11   | Guard    | Kobe Bryant* (13)          | Los Angeles Lakers     | Dwayne Wade* (6)           | Miami Heat                         | Manu Ginóbili* (2)      | San Antonio Spurs                    |
| 2010-11   | Guard    | Derrick Rose               | Chicago Bulls          | Russell Westbrook^         | Oklahoma City Thunder              | Chris Paul^ (3)         | New Orleans Hornets                  |
| 2011-12   | Forward  | LeBron James^ (8)          | Miami Heat             | Kevin Love^                | Minnesota Timberwolves             | Carmelo Anthony (5)     | New York Knicks                      |
| 2011-12   | Forward  | Kevin Durant^ (3)          | Oklahoma City Thunder  | Blake Griffin              | Los Angeles Clippers               | Dirk Nowitzki* (12)     | Dallas Mavericks                     |
| 2011-12   | Center   | Dwight Howard (6)          | Orlando Magic          | Andrew Bynum               | Los Angeles Lakers                 | Tyson Chandler          | New York Knicks                      |
| 2011-12   | Guard    | Kobe Bryant* (14)          | Los Angeles Lakers     | Tony Parker* (2)           | San Antonio Spurs                  | Dwayne Wade* (7)        | Miami Heat                           |
| 2011-12   | Guard    | Chris Paul^ (4)            | Los Angeles Clippers   | Russell Westbrook^ (2)     | Oklahoma City Thunder              | Rajon Rondo             | Boston Celtics                       |
| 2012-13   | Forward  | LeBron James^ (9)          | Miami Heat             | Carmelo Anthony (6)        | New York Knicks                    | David Lee               | Golden State Warriors                |
| 2012-13   | Forward  | Kevin Durant^ (4)          | Oklahoma City Thunder  | Blake Griffin (2)          | Los Angeles Clippers               | Paul George^            | Indiana Pacers                       |
| 2012-13   | Center   | Tim Duncan* (14)           | San Antonio Spurs      | Marc Gasol                 | Memphis Grizzlies                  | Dwight Howard (7)       | Los Angeles Lakers                   |
| 2012-13   | Guard    | Kobe Bryant* (15)          | Los Angeles Lakers     | Tony Parker* (3)           | San Antonio Spurs                  | Dwayne Wade* (8)        | Miami Heat                           |
| 2012-13   | Guard    | Chris Paul^ (5)            | Los Angeles Clippers   | Russell Westbrook^ (3)     | Oklahoma City Thunder              | James Harden^           | Houston Rockets                      |
| 2013-14   | Forward  | Kevin Durant^ (5)          | Oklahoma City Thunder  | Blake Griffin (3)          | Los Angeles Clippers               | Paul George^ (2)        | Indiana Pacers                       |
| 2013-14   | Forward  | LeBron James^ (10)         | Miami Heat             | Kevin Love^ (2)            | Minnesota Timberwolves             | LaMarcus Aldridge (2)   | Portland Trail Blazers               |
| 2013-14   | Center   | Joakim Noah                | Chicago Bulls          | Dwight Howard (8)          | Houston Rockets                    | Al Jefferson            | Charlotte Bobcats                    |
| 2013-14   | Guard    | James Harden^ (2)          | Houston Rockets        | Stephen Curry^             | Golden State Warriors              | Goran Dragić            | Phoenix Suns                         |
| 2013-14   | Guard    | Chris Paul^ (6)            | Los Angeles Clippers   | Tony Parker* (4)           | San Antonio Spurs                  | Damian Lillard^         | Portland Trail Blazers               |
| 2014-15   | Forward  | LeBron James^ (11)         | Cleveland Cavaliers    | LaMarcus Aldridge (3)      | Portland Trail Blazers             | Blake Griffin (4)       | Los Angeles Clippers                 |
| 2014-15   | Forward  | Anthony Davis^             | New Orleans Pelicans   | Pau Gasol* (4)             | Chicago Bulls                      | Tim Duncan* (15)        | San Antonio Spurs                    |
| 2014-15   | Center   | Marc Gasol (2)             | Memphis Grizzlies      | DeMarcus Cousin            | Sacramento Kings                   | DeAndre Jordan^         | Los Angeles Clippers                 |
| 2014-15   | Guard    | James Harden^ (3)          | Houston Rockets        | Russell Westbrook^ (4)     | Oklahoma City Thunder              | Klay Thompson^          | Golden State Warriors                |
| 2014-15   | Guard    | Stephen Curry^ (2)         | Golden State Warriors  | Chris Paul^ (7)            | Los Angeles Clippers               | Kyrie Irving^           | Cleveland Cavaliers                  |
| 2015-16   | Forward  | Kawhi Leonard^             | San Antonio Spurs      | Kevin Durant^ (6)          | Oklahoma City Thunder              | Paul George^ (3)        | Indiana Pacers                       |
| 2015-16   | Forward  | LeBron James^ (12)         | Cleveland Cavaliers    | Draymond Green^            | Golden State Warriors              | LaMarcus Aldridge (4)   | San Antonio Spurs                    |
| 2015-16   | Center   | DeAndre Jordan^ (2)        | Los Angeles Clippers   | DeMarcus Cousin (2)        | Sacramento Kings                   | Andre Drummond^         | Detroit Pistons                      |
| 2015-16   | Guard    | Stephen Curry^ (3)         | Golden State Warriors  | Damian Lillard^ (2)        | Portland Trail Blazers             | Klay Thompson^ (2)      | Golden State Warriors                |
| 2015-16   | Guard    | Russell Westbrook^ (5)     | Oklahoma City Thunder  | Chris Paul^ (8)            | Los Angeles Clippers               | Kyle Lowry^             | Toronto Raptors                      |
| 2016-17   | Forward  | Kawhi Leonard^ (2)         | San Antonio Spurs      | Kevin Durant^ (7)          | Golden State Warriors              | Jimmy Butler^           | Chicago Bulls                        |
| 2016-17   | Forward  | LeBron James^ (13)         | Cleveland Cavaliers    | Giannis Antetokounmpo^     | Milwaukee Bucks                    | Draymond Green^ (2)     | Golden State Warriors                |
| 2016-17   | Center   | Anthony Davis^ (2)         | New Orleans Pelicans   | Rudy Gobert^               | Utah Jazz                          | DeAndre Jordan^ (3)     | Los Angeles Clippers                 |
| 2016-17   | Guard    | James Harden^ (4)          | Houston Rockets        | Stephen Curry^ (4)         | Golden State Warriors              | John Wall               | Washington Wizards                   |
| 2016-17   | Guard    | Russell Westbrook^ (6)     | Oklahoma City Thunder  | Isaiah Thomas              | Boston Celtics                     | DeMar DeRozan^          | Toronto Raptors                      |
| 2017-18   | Forward  | Kevin Durant^ (8)          | Golden State Warriors  | LaMarcus Aldridge (5)      | San Antonio Spurs                  | Jimmy Butler^ (2)       | Minnesota Timberwolves               |
| 2017-18   | Forward  | LeBron James^ (14)         | Cleveland Cavaliers    | Giannis Antetokounmpo^ (2) | Milwaukee Bucks                    | Paul George^ (4)        | Oklahoma City Thunder                |
| 2017-18   | Center   | Anthony Davis^ (3)         | New Orleans Pelicans   | Joel Embiid^               | Philadelphia 76ers                 | Karl-Anthony Towns^     | Minnesota Timberwolves               |
| 2017-18   | Guard    | James Harden^ (5)          | Houston Rockets        | DeMar DeRozan^ (2)         | Toronto Raptors                    | Victor Oladipo          | Oklahoma City Thunder                |
| 2017-18   | Guard    | Damian Lillard^ (3)        | Portland Trail Blazers | Russell Westbrook^ (7)     | Oklahoma City Thunder              | Stephen Curry^ (5)      | Golden State Warriors                |
| 2018-19   | Forward  | Giannis Antetokounmpo^ (3) | Milwaukee Bucks        | Kevin Durant^ (9)          | Golden State Warriors              | Blake Griffin (5)       | Detroit Pistons                      |
| 2018-19   | Forward  | Paul George^ (5)           | Oklahoma City Thunder  | Kawhi Leonard^ (2)         | Toronto Raptors                    | LeBron James^ (15)      | Los Angeles Lakers                   |
| 2018-19   | Center   | Nikola Jokić^              | Denver Nuggets         | Joel Embiid^ (2)           | Philadelphia 76ers                 | Rudy Gobert^ (2)        | Utah Jazz                            |
| 2018-19   | Guard    | James Harden^ (6)          | Houston Rockets        | Damian Lillard^ (4)        | Portland Trail Blazers             | Russell Westbrook^ (8)  | Oklahoma City Thunder                |
| 2018-19   | Guard    | Stephen Curry^ (6)         | Golden State Warriors  | Kyrie Irving^ (2)          | Boston Celtics                     | Kemba Walker            | Charlotte Hornets                    |
| 2019-20   | Forward  | LeBron James^ (16)         | Los Angeles Lakers     | Kawhi Leonard^ (4)         | Los Angeles Clippers               | Jimmy Butler^ (3)       | Miami Heat                           |
| 2019-20   | Forward  | Giannis Antetokounmpo^ (4) | Milwaukee Bucks        | Pascal Siakam^             | Toronto Raptors                    | Jayson Tatum^           | Boston Celtics                       |
| 2019-20   | Center   | Anthony Davis^ (4)         | Los Angeles Lakers     | Nikola Jokić^ (2)          | Denver Nuggets                     | Rudy Gobert^ (3)        | Utah Jazz                            |
| 2019-20   | Guard    | James Harden^ (7)          | Houston Rockets        | Damian Lillard^ (5)        | Portland Trail Blazers             | Ben Simmons^            | Philadelphia 76ers                   |
| 2019-20   | Guard    | Luka Dončić^               | Dallas Mavericks       | Chris Paul^ (9)            | Oklahoma City Thunder              | Russell Westbrook^ (9)  | Houston Rockets                      |
| 2020-21   | Forward  | Giannis Antetokounmpo^ (5) | Milwaukee Bucks        | LeBron James^ (17)         | Los Angeles Lakers                 | Jimmy Butler^ (4)       | Miami Heat                           |
| 2020-21   | Forward  | Kawhi Leonard^ (5)         | Los Angeles Clippers   | Julius Randle^             | New York Knicks                    | Paul George^ (6)        | Oklahoma City Thunder                |
| 2020-21   | Center   | Nikola Jokić^ (3)          | Denver Nuggets         | Joel Embiid^ (3)           | Philadelphia 76ers                 | Rudy Gobert^ (4)        | Utah Jazz                            |
| 2020-21   | Guard    | Stephen Curry^ (7)         | Golden State Warriors  | Damian Lillard^ (6)        | Portland Trail Blazers             | Bradley Beal^           | Washington Wizards                   |
| 2020-21   | Guard    | Luka Dončić^ (2)           | Dallas Mavericks       | Chris Paul^ (10)           | Phoenix Suns                       | Kyrie Irving^ (3)       | Brooklyn Nets                        |
| 2021-22   | Forward  | Giannis Antetokounmpo^ (6) | Milwaukee Bucks        | DeMar DeRozan^ (3)         | Toronto Raptors                    | LeBron James^ (18)      | Los Angeles Lakers                   |
| 2021-22   | Forward  | Jayson Tatum^ (2)          | Boston Celtics         | Kevin Durant^ (10)         | Brooklyn Nets                      | Pascal Siakam^ (2)      | Toronto Raptors                      |
| 2021-22   | Center   | Nikola Jokić^ (4)          | Denver Nuggets         | Joel Embiid^ (4)           | Philadelphia 76ers                 | Karl-Anthony Towns^ (2) | Minnesota Timberwolves               |
| 2021-22   | Guard    | Devin Booker^              | Phoenix Suns           | Stephen Curry^ (8)         | Golden State Warriors              | Chris Paul^ (11)        | Phoenix Suns                         |
| 2021-22   | Guard    | Luka Dončić^ (3)           | Dallas Mavericks       | Ja Morant^                 | Memphis Grizzlies                  | Trae Young^             | Atlanta Hawks                        |
| 2022-23   | Forward  | Giannis Antetokounmpo^ (7) | Milwaukee Bucks        | Jimmy Butler^ (5)          | Miami Heat                         | LeBron James^ (19)      | Los Angeles Lakers                   |
| 2022-23   | Forward  | Jayson Tatum^ (3)          | Boston Celtics         | Jaylen Brown^              | Boston Celtics                     | Julius Randle^ (2)      | New York Knicks                      |
| 2022-23   | Center   | Joel Embiid^ (5)           | Philadelphia 76ers     | Nikola Jokić^ (5)          | Denver Nuggets                     | Domantas Sabonis^       | Sacramento Kings                     |
| 2022-23   | Guard    | Luka Dončić^ (4)           | Dallas Mavericks       | Stephen Curry^ (9)         | Golden State Warriors              | De'Aaron Fox^           | Sacramento Kings                     |
| 2022-23   | Guard    | Shai Gilgeous-Alexander^   | Oklahoma City Thunder  | Donovan Mitchell^          | Memphis Grizzlies                  | Damian Lillard^ (7)     | Portland Trail Blazers               |

### 2023-24 og frem
Fra 2023-24 sæsonen vendte ligaen tilbage til ikke at basere holdene på positioner.
| Sæson   | First Team                   | First Team            | Second Team        | Second Team            | Third Team            | Third Team            |
| Sæson   | Spiller                      | Hold                  | Spiller            | Hold                   | Spiller               | Hold                  |
| ------- | ---------------------------- | --------------------- | ------------------ | ---------------------- | --------------------- | --------------------- |
| 2023-24 | Shai Gilgeous-Alexander^ (2) | Oklahoma City Thunder | Jalen Brunson^     | New York Knicks        | LeBron James^ (20)    | Los Angeles Lakers    |
| 2023-24 | Nikola Jokić^ (6)            | Denver Nuggets        | Anthony Edwards^   | Minnesota Timberwolves | Stephen Curry^ (10)   | Golden State Warriors |
| 2023-24 | Luka Dončić^ (5)             | Dallas Mavericks      | Kevin Durant^ (11) | Phoenix Suns           | Domantas Sabonis^ (2) | Sacramento Kings      |
| 2023-24 | Giannis Antetokounmpo^ (8)   | Milwaukee Bucks       | Kawhi Leonard^ (6) | Los Angeles Clippers   | Tyrese Haliburton^    | Indiana Pacers        |
| 2023-24 | Jayson Tatum^ (4)            | Boston Celtics        | Anthony Davis^ (5) | Los Angeles Lakers     | Devin Booker^ (2)     | Phoenix Suns          |